# Hudson Bay n.º 394
Hudson Bay n.º 394 es un municipio rural canadiense situado en la provincia de Saskatchewan.

## Superficie
Hudson Bay n.º 394 tiene una superficie de 12 399,12 km².

## Demografía
En 2021, tenía 1145 habitantes, una densidad poblacional de 0,1 hab./km², y 849 viviendas.